# クリミア連邦大学

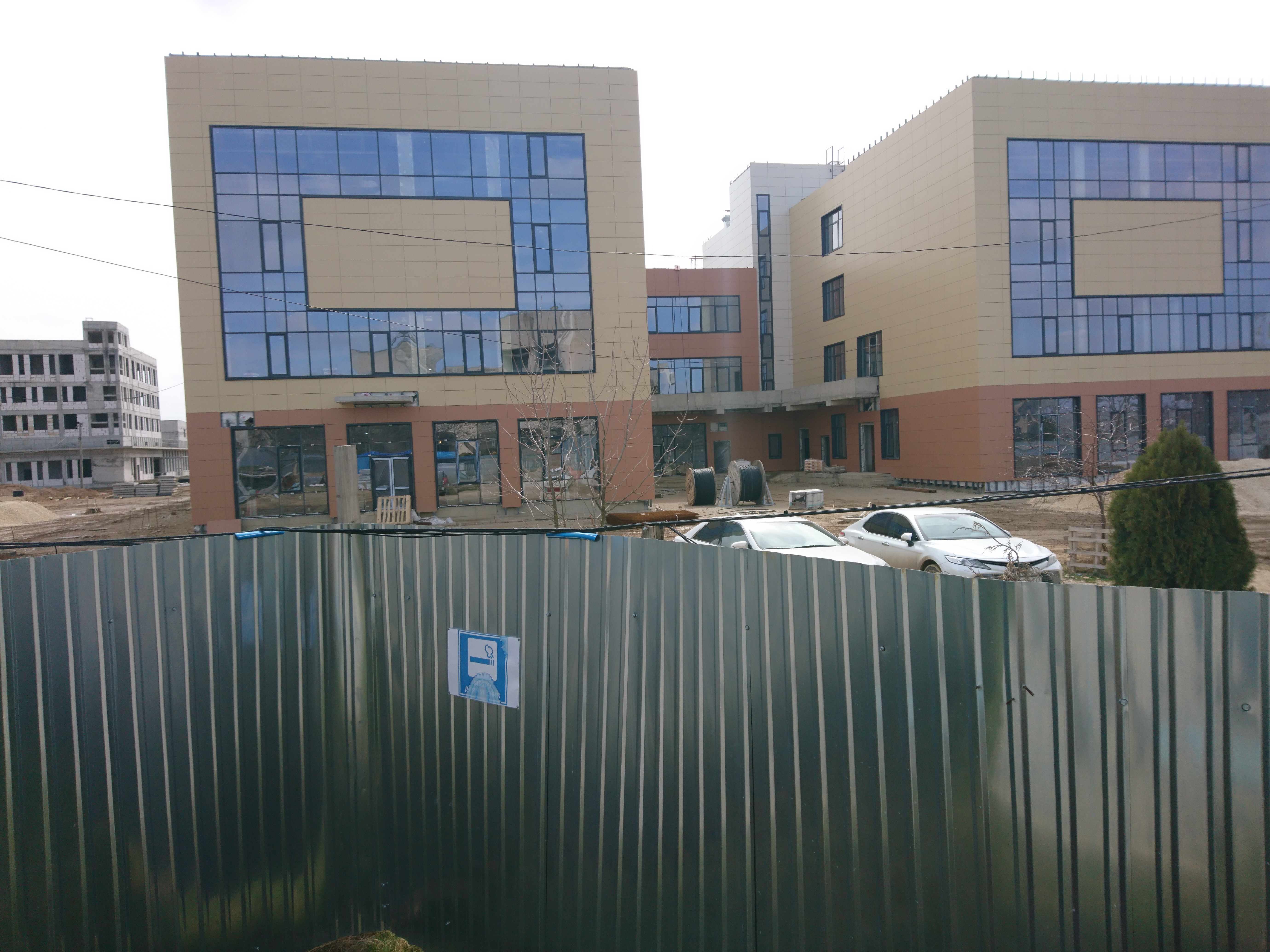
クリミア連邦大学で新しい学生センターと事務センターを建設中（2019年8月）

クリミア連邦大学（クリミアれんぽうだいがく、ロシア語: Крымский федеральный университет、ウクライナ語: Кримський федеральний університет、クリミア・タタール語: Къырым федерал университетининъ）は2014年にロシア連邦がウクライナ共和国のクリミア自治共和国から独立宣言のちロシア連邦加盟を決定したクリミア共和国で、同年に首都のシンフェロポリに創立したロシア連邦大学である。1918年創立のタヴリダ国立大学（在シンフェロポリ）など5つの大学、8つのアカデミーと研究所、クリミア全土の11の支部、7つの科学機関を統合して設立された。クリミア自治共和国で最大の高等教育機関になる。
ウクライナ人でソ連邦時代に活躍し、ウクライナ科学アカデミーの創立者でもある科学者のウラジーミル・ヴェルナツキーに敬意を表して、名称が付けられている。
2020年1月1日までに、ロシア連邦政府ロシア科学・高等教育省は、クリミア共和国における研究機関と教育機関を統合し、「デジタルバレー・プロジェクト」の枠組みの中に入れる目論みである。

## 合併に参加した組織
2014年8月4日にクリミア連邦大学へ合併に加わったのは、次の教育機関および研究所である。
教育機関は、
- タヴリダ国立大学
- 国立環境・リゾート建設大学
- クリミア農業技術大学の南支部
- 人文・教育学アカデミー（ヤルタ）
- クリミア経済大学
- クリミア情報・印刷技術大学
- クリミア国立医科大学

が参加し、研究所はクリミア科学センターなど7つの研究機関が参加した。
総学生数は34,355人、大学関係者は6,567人（教師陣2,851人を含む）に達した。2015年3月、大学の認証を受けている。

## 参照項目
- 連邦大学 (ロシア)
- ロシアによるクリミアの併合
- タヴリダ国立大学